# 尾道市立土生小学校
尾道市立土生小学校（おのみちしりつ はぶしょうがっこう）は、広島県尾道市因島土生町に存在した小学校。
同校は、2012年に創立140周年となったが、2015年度から同校、尾道市立田熊小学校と尾道市立三庄小学校の3小学校が統合して、尾道市立因島南小学校が新設開校した。

## 沿革

### 閉校以後念事業および記念行事
- 2021年
  - 9月5日 - 同校跡地に土生公民館が新築移転し、落成式を挙行[注 1]。

## 校歌
- 詩人の葛原しげるが作詞者である。

## 学区

### 通学区域
- 特別な事情がない限り、以下の地域の児童全員が同校に通学することとなっている。
- 因島土生町大字なし全域

### 中学校
- 以下に特別な事情なき同校児童全員の進学先を年度別に列挙する。
- 2009年度以前
  - 尾道市立土生中学校
- 2010年度以後
  - 尾道市立因島南中学校

## 学区の地理

### 地理歴史
概要
史跡

### 主要施設
- 尾道市土生公民館
- 因島警察署
- 因島消防署
- 土生港

### 教育機関
- 幼稚園
  - 尾道市立土生幼稚園
- 中学校
  - 尾道市立因島南中学校
- 統廃合された教育機関
  - 尾道市立土生中学校
  - 広島県立因島高等学校

## アクセス

### 鉄道
- JR西日本山陽本線における最寄駅は、尾道駅である。
  - 所在地は、広島県尾道市東御所町である。
  - 尾道駅から同校への所要時間は、自動車で40分程度である。

- JR四国予讃線における最寄駅は、今治駅である。
  - 所在地は、愛媛県今治市北宝来町である。
  - 今治駅から同校への所要時間は、自動車で50分程度である。